# Futon
Termenul futon (布団 sau 蒲団, futon) înseamnă literalmente „saltea rulată”. Este salteaua tradițională a culturii japoneze, realizată în întregime din bumbac, rigid, subțire și poate fi rulat.
Este format din mai multe straturi de bumbac acoperite cu o husă cusută manual și poate avea diferite grosimi: de la 6/7 cm, grosimea utilizată în Japonia, până la cea mai răspândită în Occident, care este de 14 cm (cu cinci straturi de bumbac). Există diferite dimensiuni: single (80/90 x 200 cm), double (120/140 x 200 cm) și quen si kingsize (160/180 x 200 cm).
De asemenea, este posibil să se găsească futoane care combină bumbacul cu straturi de fibră de cocos, care îi sporesc respirabilitatea și rigiditatea generală, sau cu straturi de latex, care în schimb îi sporesc catifelarea.

## Întreținere
Este recomandabil să lăsați futonul să se aerisească la soare de cel puțin trei ori pe săptămână, pentru a disipa umezeala care s-ar fi putut acumula peste noapte și pentru a-l bate astfel încât bumbacul din interiorul său să se reseteze. Alternativ, dacă sunteți prea ocupat sau nu aveți posibilitatea de a aerisi futonul pe balcon, puteți utiliza un phon de futon (布団乾燥機, futonkansōki), un aparat electrocasnic care suflă aer cald în futon pentru a se asigura că acesta este complet uscat în aproximativ o oră, împiedicând apariția mucegaiului și a mirosurilor neplăcute.

## Uz tradițional
În tradiția japoneză, futonul este așezat în mod normal pe tatami (saltea din paie de orez acoperită cu trestie) și folosit ca pat. Acesta este pregătit seara, înainte de culcare, iar dimineața, după ce este lăsat la aer și bătut cu „futon tataki” (o unealtă japoneză din bambus asemănătoare unui batător), este rulat și depozitat în dulapuri, astfel încât camera să poată fi folosită în alte scopuri.
Setul tipic japonez de futon include shikibuton, salteaua subțire, și kakebuton, plapuma pentru a se acoperi. Folosirea futonului în Japonia datează din timpuri foarte vechi. Unii cred că derivă din „goza”, salteaua care era folosită pentru dormit între secolele VIII și XII în Japonia (perioada Heian). Se crede că utilizarea futonului a apărut și datorită obiceiului japonez de a se descălța imediat ce se intră în casă. Acest lucru ar putea explica diferența față de obiceiurile europene de dormit. În Europa, de fapt, rămânând cu pantofii în casă, este mai potrivit și mai igienic să se utilizeze mobilier precum paturile și scaunele decât să se doarmă sau să se stea pe podea.

## Futonul în Occident
Odată cu răspândirea culturii BIO și a stilului japonez de amenajare în Occident, a devenit din ce în ce mai frecventă utilizarea futonului ca saltea de relaxare, înlocuind saltelele tradiționale cu arcuri sau latex.

## Futonuri transportabile
În versiunea sa pliabilă și transportabilă, futonul este utilizat pe scară largă de profesioniștii din domeniul masajului, pentru gimnastică și ca saltea de meditație. În acest caz, grosimea poate fi de 6/7 cm sau, chiar mai subțire, de 3/5 cm.

## Materiale utilizate și proprietăți
Un futon tradițional este fabricat în conformitate cu tehnicile orientale antice, folosind straturi de fibre de bumbac în stare brută scarmanate. Acest tip de bumbac oferă o bună izolare termică, menținând temperatura corpului iarna și răcorind vara, un nivel ridicat de respirabilitate și nu provoacă alergii.
În ultimii ani, futonurile realizate din alte materiale au devenit, de asemenea, populare:
- Latex - oferă elasticitate, durabilitate și rezistență. Este autoventilant, transmite prospețime și are proprietăți antibacteriene ridicate.

- Lâna - fibră higroscopică care nu reține umezeala eliberată de organism, este și un bun termoregulator; corpul rămâne uscat într-un climat plăcut.

- Fibră de nucă de cocos - prelucrată corespunzător, conferă saltelei o bună rigiditate și respirabilitate. Rigiditatea stratului de nucă de cocos este echilibrată prin adăugarea unui strat de material mai moale, la alegere între latex și fibre sintetice speciale.

- Fibre sintetice - materiale sintetice de nouă generație, reciclabile. Structura cu celule deschise asigură respirabilitatea și dispersarea căldurii și a umidității generate de corpul uman. Versiunile speciale viscoelastice se automodelă prin absorbția uniformă a greutății corpului.

## Legaturi externe
Informatii despre istoria si intretinerea futonului pe moeco.ro